# 極小モデル
極小モデル（きょくしょうモデル、英: minimal model）とは、標準因子がネフな Q 分解的かつ末端特異点のみを持つ標数0の射影的な正規代数多様体のことである。一般型の非特異射影多様体に対しては自身と双有理同値な極小モデルが存在することが証明されている。

## 序論
極小モデルの概念は20世紀初頭のイタリア代数幾何学派による代数曲面の研究に起源を持つ。その学派の一人であるカステルヌオヴォの収縮定理によれば、複素数体上の滑らかな射影的代数曲面の上に (−1) 曲線と呼ばれる曲線があればその曲線を一点に潰すことができる。潰したあとの代数曲面もやはり滑らかな射影的代数曲面になっているので、そこにまた (−1) 曲線があれば再びカステルヌオヴォの収縮定理を適用してその曲線を潰すことができる。こうして (−1) 曲線があるかぎり潰すという操作を繰り返すことができる。ただし潰すことによりピカール数という非負の値しか取り得ない数が減少するので無限回繰り返すことはできない。よって有限回の繰り返しの後に (−1) 曲線のない代数曲面に到達する。最後に到達した代数曲面は、特別な例外を除き標準因子がネフという性質を持つ代数曲面になっている。この代数曲面は、2つの代数曲面 X と Y の間に射影的双有理射 X → Y が存在しうるとき「X は Y より大きい」とする順序関係で極小になっている。素性のよくわかっている双有理変換を繰り返すことにより大域的性質が少し簡単になったものを見つけることができたのである。
1980年代に森重文によって始められた高次元にも適用可能な極小モデル理論（森理論とも呼ばれる）も収縮定理（contraction theorem）と呼ばれる定理を繰り返し用いて特別な代数多様体（基礎体は標数0の代数閉体とする）を見つけようとする点は同じである。しかし高次元特有の現象が現れるのでその分難しくなる。
まず、滑らかな代数多様体を収縮させた結果が滑らかになるとは限らず、マイルドな特異点が生じる場合がある。そのため収縮定理を繰り返し使うためにはマイルドな特異点を持つ代数多様体に対して予め収縮定理を証明しておく必要がある。そもそもどの程度の特異性まで許して理論を構築するかが問題となるが、理論が構築可能な最も小さな特異点のクラスは末端特異点と呼ばれる特異点のクラスである。
つぎに、収縮させた結果「非常に悪い」特異点が生じる場合がある。この場合には収縮後の代数多様体の標準因子は Q カルティエにすらならない。この状況では、収縮ではなく部分代数多様体を除去して別のものに取り替えるフリップと呼ばれる操作を行う。フリップは位相幾何学における手術の代数幾何学版である。フリップの存在は3次元の場合に Mori (1988) によって証明され一般次元の場合には BCHM (2010) で証明された。
こうして高次元では収縮定理とフリップを繰り返す手続きとして極小モデル・プログラムが定式化された。この手続きが有限回で終わるためにはフリップを無限回繰り返すことはできないというフリップの停止予想が証明されなければならないが、これは一般には未解決である。この予想が正しければ、与えられた代数多様体に対して有限回の収縮とフリップを繰り返すことにより、最終的に元の代数多様体と双有理同値な極小モデルか森ファイバー空間が得られる。

## 概説
引き続き代数多様体の基礎体は標数0の代数閉体とする。正標数の極小モデル理論も研究が進められているが、標数が0でないと広中の特異点解消定理やコホモロジーの消滅定理が自由に使えない。

### 用語
代数多様体
X
は各点
P
での局所環
𝒪X, P
が正規環となるとき正規代数多様体であるという。代数多様体
X
が正規であれば標準因子
KX
が定義されるのでそれを
KX
とかく。
正規代数多様体はその上の任意の素因子が
Q カルティエ因子となるとき Q 分解的（Q‐factorial）であるという。正規代数多様体が Q 分解的なら交点理論をヴェイユ因子に対して用いることができる。この条件は見た目より強力でおまじないのように仮定される。標準因子が Q カルティエなら交点数が定義され標準因子がネフかどうかを問うことができる。高次元では少なくとも標準因子が Q カルティエと仮定しなければ本質的には何も得られないようである。
正規代数多様体
X
は標準因子
KX
が
Q カルティエであって適当な特異点解消
μ: Y → X
を取ると
{\displaystyle \mu ^{*}K_{X}\sim _{\mathbb {Q} }K_{Y}+\sum _{k}e_{k}E_{k}}
が成り立つとき、末端特異点（terminal singularity）のみを持つという。ここで
μ*KX
は
KX
の
μ
による引き戻し、ek
は0未満の数、Ek
はすべての例外素因子をわたり
∼Q
は両辺の
Q
カルティエ因子が
Q
線形同値であることを表す記号である。この特異点のクラスが極小モデル・プログラムが機能する最も小さな特異点のクラスである。
正規かつ射影的な代数多様体
X
は Q 分解的で標準因子がネフかつ末端特異点のみを持つとき極小モデル（minimal model）であるという。

### 収縮定理
X
を
Q 分解的な末端特異点のみを持つ射影的正規代数多様体とする。標準因子
KX
がネフでなければ基本収縮写像と呼ばれる別の代数多様体
Y
への射
φ : X→Y
が少なくとも１つ存在する。φ
は次の3種類のうちいずれかになっている。
(1) dim X > dim Y。このとき φ : X→Y を森ファイバー空間あるいはファノ・ファイバー空間という。φ のファイバーは大変特殊な多様体になっていて、このような φ が存在する場合には X を理解するという問題をその特殊な多様体と低次元の多様体 Y を理解するという問題に帰着できる。
(2) φ は双有理（特に dim X = dim Y）かつその例外集合は素因子。このときの φ を因子収縮写像という。Y のピカール数は X のピカール数よりも小さくなっているので Y はより簡単な多様体であるとみなせる。Y は再び Q 分解的かつ末端特異点のみを持つ射影的正規代数多様体になっているので、KY がネフでなければ再び基本収縮写像をとることができる。
(3) φ は双有理かつその例外集合は余次元が2以上の閉集合。このときの φ を小さな収縮写像という。この場合は高次元においてはじめて生じる状況である。Y の標準因子は何倍してもカルティエにならないという非常に悪い特異点を持っている。
基本収縮写像の存在は次のように証明される。標準因子がネフではないという仮定から錐体定理により端射線（extremal ray）が存在する。端射線の支持因子というものを何倍かした因子に付随する有理写像が固定点自由化定理（base point free theorem）により実は射であることがわかる。この射をシュタイン分解した射が基本収縮写像となっている。3つのパターンは射の像と例外集合の次元による場合分けである。端射線より広い概念である端錐面（extremal face）というものもあり、端錐面に伴う収縮写像も存在する。この端錐面に伴う収縮写像が存在するという定理が収縮定理（contraction theorem）と呼ばれている。錐体定理と固定点自由化定理は極小モデル理論の2つの柱である。

### 極小モデル・プログラム
滑らかな射影的正規代数多様体 X0 に対する次の手続きを極小モデル・プログラム（minimal model program = MMP）という。
(0) X に X0 を入力する。
(1) X の標準因子 KX がネフかどうかで場合分けする。
(1a) ネフの場合。X を出力して手続きを終える。極小モデルが出力される。
(1b) そうではない場合。基本収縮写像 X→Y を一つ取って次に進む。
(2) 基本収縮写像のタイプで場合分けする。
(2a) 森ファイバー空間の場合。X を出力して手続きを終える。森ファイバー空間が出力される。
(2b) 因子収縮写像の場合。Y を X の代わりに入力して (1) に戻る。
(2c) 小さな収縮写像の場合。フリップ X +→Y を取って X + を X の代わりに入力して (1) に戻る。
フリップを無限回繰り返すことはできないというフリップの停止予想が正しければ以上の手続きは有限回で停止して元の代数多様体 X0 と双有理同値な極小モデルか森ファイバー空間が得られる。